# Guillaume VII de Briouze
Guillaume VII  de Briouze (né vers 1260 et mort avant le 1er mai 1326), 2e baron Braose, seigneur de Gower et de Bramber, est un noble anglais. Issu d'une famille éminente et alors très influente au XIIIe siècle, le jeune Guillaume est voué dès son enfance à devenir un puissant seigneur. L'importance de son lignage se manifeste très tôt, puisqu'il est détenu comme otage pendant la seconde guerre des Barons en gage du bon comportement de son père. Guillaume entre pour la première fois au service du roi Édouard Ier en 1286. 
Baron à la mort de son père en 1291, il accompagne son souverain lors de ses campagnes en Écosse et en Galles. Guillaume de Briouze s'attire toutefois la colère du roi par ses nombreux litiges avec ses vassaux mais aussi la justice royale. Par la suite, la fin de sa vie est perturbée par des conflits concernant son héritage de Gower, ce qui cause indirectement une révolte baronniale contre le roi Édouard II en 1321. Guillaume de Briouze meurt finalement en 1326, fortement endetté. Marié à deux reprises, il a pour héritiers sa fille aînée Aline et son petit-fils John de Bohun.

## Biographie

### Origines et jeunesse
Guillaume est issu de la famille cambro-normande de Briouze. Il est le fils de Guillaume VI de Briouze et de son épouse Aline de Multon, et est vraisemblablement né aux alentours de 1260, puisqu'un édit royal de 1307 affirme qu'il est alors âgé de 46 ans. Il est également prouvé qu'il est né avant 1264, date à laquelle il est livré en otage par son père à Simon V de Montfort au cours de la seconde guerre des Barons. Guillaume VI de Briouze a en effet pris part cette même année au conflit aux côtés du roi Henri III d'Angleterre et a dû confier son héritier à la garde de de Montfort, alors tout-puissant à la suite de la déroute royale de Lewes. L'épouse de Simon de Montfort, Aliénor d'Angleterre, prend en charge l'éducation du jeune de Briouze. Ses comptes personnels montrent d'ailleurs que de nombreuses dépenses ont été réalisées pour les soins de Guillaume. 
Guillaume VII de Briouze accomplit ses premières activités militaires en tant qu'écuyer dans la retenue de Reginald Grey lors de l'invasion anglaise du pays de Galles en 1277. Du vivant de son père, Guillaume assume la gestion de ses biens. Aux alentours de 1285, il confirme plusieurs subventions faites par ses ancêtres au prieuré de Sele,. En 1286, Guillaume est au service du roi Édouard Ier sur le continent : il est possible qu'il ait accompagné le roi à Paris pour assister à l'hommage de ce dernier au roi de France Philippe IV le Bel pour ses possessions gasconnes. Mais Briouze sert surtout la couronne en Galles. Ainsi, le 31 décembre 1287, il commande les troupes assiégeant le château de Newcastle Emlyn, dernier bastion de la rébellion de Rhys ap Maredudd. Accompagné de sept autres chevaliers et de 1 000 fantassins et archers, Guillaume poursuit la conduite du siège avec acharnement. L'arrivée d'un baliste et de 480 pierres de munitions contraint finalement les défenseurs gallois à capituler le 20 janvier 1288.

### Carrière militaire et autres activités en tant que baron des Marches

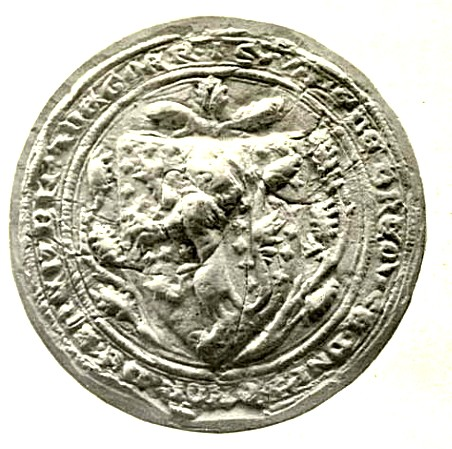
Sceau de Guillaume de Briouze dans la lettres des barons envoyée au pape en 1301. Ses armoiries dazur semé de croix croisées et un lieu rampant or y sont représentées.

Guillaume VII de Briouze succède aux titres de son père avant le 1er mars 1291, date à laquelle il rend hommage pour ses terres paternelles à Édouard Ier. Il reçoit formellement les biens de son père, gérés depuis le 12 janvier 1291 par Robert de Tibetot, le lendemain de cette cérémonie. Guillaume est convoqué à plusieurs reprises au Parlement d'Angleterre sous les titres de baron Braose et seigneur de Gower et de Bramber à compter de cette date et ce jusqu'en 1322. Il continue à servir militairement le roi dans ses campagnes en Galles, en France et en Écosse. En 1294, il combat les Français en Gascogne. Puis, en 1297, il assiste le roi lors de son expédition en Flandre. 
En récompense de ses exploits en Flandre, Édouard Ier lui attribue la garde du jeune baron John de Mowbray, auquel Briouze fait épouser sa fille aînée Aline en 1298. Enfin, de 1298 à 1306, Guillaume participe aux multiples campagnes écossaises du roi et est présent à la bataille de Falkirk en 1298. En 1301, il est l'un des barons anglais qui défendent dans une lettre adressée au pape Boniface VIII la suzeraineté d'Édouard Ier sur l'Écosse. En 1307, Guillaume témoigne devant des commissaires pontificaux au sujet de la résurrection du rebelle gallois William Cragh. Ce dernier, partisan de Rhys ap Maredudd, avait été pendu sur l'ordre de Briouze en 1290 et serait apparemment revenu à la vie après qu'une femme ait invoqué l'esprit de l'évêque de Hereford Thomas de Cantiloupe, décédé en 1282. Les nombreux témoignages recueillis par les légats papaux permettront en 1320 la canonisation de Cantiloupe par le souverain pontife Jean XXII.

### Litiges avec la cour et ses vassaux
Tout comme son père, Guillaume VII de Briouze se retrouve impliqué dans de nombreux procès et litiges concernant ses propriétés des Marches galloises. En 1299, il se querelle avec l'évêque de Llandaff John de Monmouth au sujet de sa seigneurie de Gower. Bien que l'affaire soit jugée en 1302, la décision tranchée par le roi n'est pas appliquée par Guillaume. Le baron Braose est également impopulaire auprès de ses vassaux. Lorsque William de Langton tente en mars 1302 de déposer plainte contre lui, il est capturé par John Iweyn et incarcéré au château d'Oystermouth sur ordre de Briouze jusqu'à ce qu'il retire sa plainte. En 1304, Guillaume obtient la confirmation du roi Édouard de plusieurs chartes et autres types de documents lui garantissant des droits étendus dans sa seigneurie de Gower. Il parvient sans doute à acquérir le soutien royal en raison des nombreux services qu'il a rendus à la couronne. 
Du fait de sa proximité avec la cour, Braose réussit à se procurer une copie du Domesday Book afin d'examiner quelles étaient les possessions de son ancêtre Guillaume Ier de Briouze. Toutefois, Guillaume VII s'attire en 1305 la fureur d'Édouard Ier, lorsqu'il insulte grossièrement un juge royal,. Par conséquent, le cas de Gower est rouvert en 1306 par le roi, qui impose à Briouze d'octroyer des droits à ses vassaux de Gower et Swansea. Par ailleurs, en 1307, il est contraint de payer 800 marcs de douaire à la veuve de son père, Mary de Ros. Les sommes qu'il doit acquitter à ses adversaires le mènent au bord de la faillite et l'oblige à vendre certaines de ses propriétés. À la suite de ces verdicts qui lui sont défavorables, Briouze quitte la cour en maudissant la justice royale. En guise de punition, le roi le force à circuler sans couvre-chef à travers Westminster et le fait enfermer brièvement à la tour de Londres.

### Conflit autour de son héritage et mort
La succession de Guillaume VII de Briouze le préoccupe rapidement. De sa première épouse Agnès, il a eu un fils et deux filles, tandis que sa seconde union avec Elizabeth de Sully n'a produit aucun enfant. Après la mort de son unique fils Guillaume, qui survient très probablement entre 1311 et 1316, le baron Braose institue sa fille aînée Aline et son gendre John de Mowbray comme ses héritiers. Ses difficultés financières récurrentes l'incitent pourtant à envisager de vendre sa seigneurie de Gower. L'enjeu autour de cette péninsule galloise suscite l'intérêt de nombreux barons, dont le comte de Hereford ou les barons le Despenser, Mortimer de Wigmore ou Mortimer de Chirk. Son gendre Mowbray, inquiet de voir échoir Gower entre d'autres mains que les siennes, prend possession de la seigneurie à la fin de l'année 1319 pour protéger ses droits. Le favori du roi Édouard II Hugues le Despenser, qui possède déjà l'immense seigneurie du Glamorgan et désire imposer son hégémonie dans les Marches, demande néanmoins au roi de lui céder Gower en lieu et place du bénéficiaire. 
Le 26 octobre 1320, Édouard confisque Gower sous prétexte que Briouze l'a donné à son gendre Mowbray sans son autorisation et nomme son favori gardien du domaine. Les autres seigneurs des Marches galloises font part de leur mécontentement, en justifiant leur opposition par le fait que l'excuse invoquée par le roi n'est pas applicable, puisque le droit anglais ne s'exerce pas dans les Marches. Furieux d'une telle audace, les adversaires de Despenser quittent avec fracas la cour du roi en décembre 1320 et planifient un soulèvement contre le favori royal. Soucieux de préserver leurs domaines, les seigneurs des Marches entrent en rébellion en mai 1321 et occupent les possessions de Despenser. Ils capturent l'ancien shérif de Guillaume de Briouze, John Iweyn, récemment passé au service de Despenser. John de Mowbray ordonne qu'Iweyn soit exécuté pour avoir servi les intérêts du favori honni. Les principaux barons du royaume contraignent ensuite le roi à prononcer lors du Parlement d'août le bannissement perpétuel de Despenser. 
Mais les hostilités reprennent dès le mois d'octobre et, en janvier 1322, Édouard II reconquiert les Marches galloises. Capturé au cours de la bataille de Boroughbridge le 16 mars suivant, Mowbray est exécuté pour haute trahison. Son épouse Aline tente de s'enfuir mais est interceptée dans le Devon et emprisonnée avec ses deux fils à la tour de Londres. Revenu d'exil, Despenser reprend possession de Gower dès mai 1322. Il l'échange ensuite contre Usk et Caerleon, détenues par Élisabeth de Clare. Le roi Édouard ordonne par la suite en avril 1324 à Guillaume de réclamer à Élisabeth la restitution de Gower. Ayant repris sa seigneurie en juin 1324, Briouze est incité par Despenser à la lui céder peu après. Il termine sa vie lourdement endetté et meurt peu avant le 1er mai 1326. En raison de ses sempiternels soucis pécuniaires, le chroniqueur Thomas Walsingham décrit laconiquement Guillaume VII de Briouze dans ses écrits comme un homme « très riche par son ascendance mais dilapidateur des biens qui lui avaient été légués ». Quelques mois après sa mort, en novembre 1326, sa fille Aline et ses petits-fils sont libérés de la tour à la suite de l'exécution d'Hugues le Despenser. Aline de Briouze hérite alors des biens de son père, dont Gower,.